# Llista de vehicles blindats de combat en la 1a Guerra Mundial
Aquesta llista conté els vehicles blindats de combat produïts fins al 1918, incloent-hi cotxes blindats i tancs. La majoria van ser utilitzats durant la 1a Guerra Mundial.
Els nombres en parèntesis representen les unitats construïdes.

## França
- Schneider CA1 (400)
- St. Chamond (400)
- Renault FT-17 (3,694)
- Char 2C (10)

## Alemanya
- A7V (20)
- Beute Tanks (Mark I - Mark IV)
- Mephisto (tanc)

### Projectes de tancs
- A7V-U (1)
- K Panzerkampfwagen
- Sturmpanzerwagen Oberschlesien

## Regne Unit

### Tancs
- Mark I (156)
- Mark II (50)
- Mark III (50)
- Mark IV (1,220)
- Mark V (1,242)
- Tanc Mark VIII (124)
- Medium Mark A Whippet (200)
- Medium Mark B (102)
- Medium Mark C (50)

### Projectes de tancs
- Mark VI
- Flying Elephant

### Artilleria autopropulsada
- Gun Carrier Mark I (48)

### Vehicle blindat de recuperació
- Gun Carrier Crane (2)

### Cotxes blindats
- Austin Armoured Car
- Lanchester 4x2 Armoured Car
- Rolls-Royce Armoured Car

### Vehicle de transport de personal
- Mark IX (34)

## Estats Units
- Holt gas electric tank
- Skeleton tank
- Steam tank

## Rússia
- Vezdekhod (prototip dissenyat per Alexander Porokhovshchikov)
- Tsar Tank (prototip dissenyat per N. Lebedenko)
- Tanc de Vladimir D. Mendeléiev (projecte)
- Tanc de Rybinsk Works (projecte)

### Cotxes blindats
- Austin Armoured Car
- Austin-Kegreese Armoured Car (prototip)
- Garford-Putilov Armoured Car
- Izorski-Fiat Armoured Car
- Mgebrov-Renault Armoured Car